# Ronald Fricke
Ronald Fricke (sinh 1959) là một nhà ngư học nổi tiếng người Đức và nhà nghiên cứu về đa dạng sinh học tại Bảo tàng Lịch sử Tự nhiên Stuttgart. Tính đến năm 2022, Fricke là tác giả của 8 họ, 10 chi và 186 loài trong các họ Callionymidae, Gobiesociformes, Ophichthidae, Tripterygiidae và nhiều họ cá khác.
Hiện nay ông cũng là tác giả chính (first author) của cơ sở dữ liệu ngư học toàn cầu Eschmeyer's Catalog of Fishes; một trong những nhiệm vụ hiện tại của ông là kiểm tra các tài liệu tham khảo của cơ sở dữ liệu điện tử khổng lồ này.

## Tác phẩm tiêu biểu
- Dữ liệu liên quan tới Ronald Fricke tại Wikispecies

## Đơn vị phân loại được ông mô tả
- Xem Thể loại:Bậc phân loại được Ronald Fricke đặt tên